# Бергсхенгук
Бергсхенгук (нід. Bergschenhoek, нід. вимова: [ˌbɛr(ə)xsə(n)ˈɦuk] ( прослухати)) — село в нідерландській провінції Південна Голландія. Входить до муніципалітету Лансінгерланд.
Його площа становить 15,52 км², а населення станом на January 2020 рік складало 18750 осіб.
До 2007 року мало статус окремого муніципалітету.

## Галерея

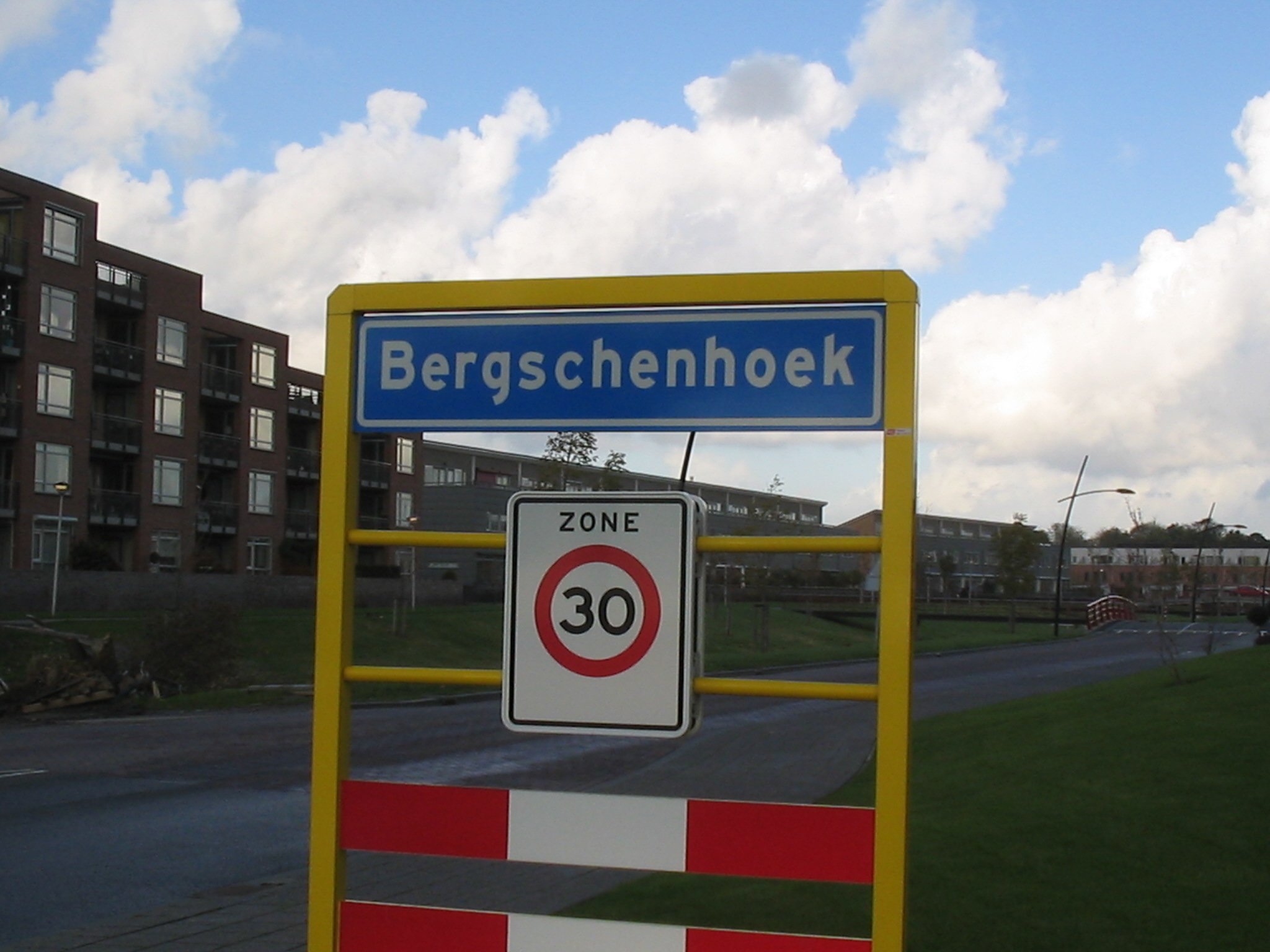
В'їзд до села